# E por Falar em Saudade...

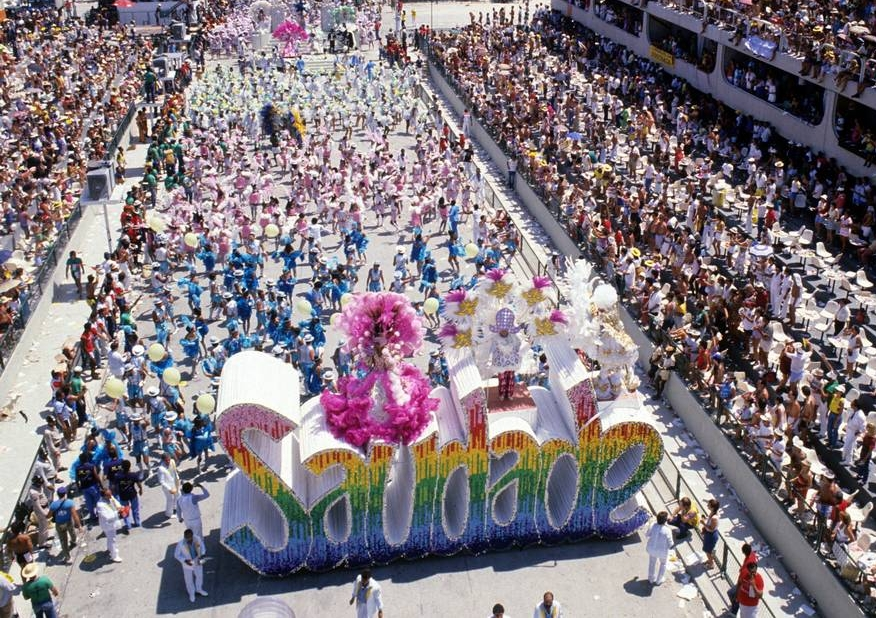

E por falar em saudade foi o enredo da escola de samba Caprichosos de Pilares no desfile das escolas de samba do Rio de Janeiro de 1985. A escola ficou em quinto lugar na apuração (atrás da campeã Mocidade Independente de Padre Miguel, Beija-Flor de Nilópolis, Unidos de Vila Isabel e Portela), com um desfile que ficou marcado pelo humor e pela crítica social, sendo hoje considerado um clássico do carnaval carioca.

## O desfile
A escola foi a sétima a desfilar na noite de segunda-feira, 18 de fevereiro de 1985, segundo dia de desfiles do Grupo 1A. Havia um grande atraso causado pelos problemas com a Acadêmicos de Santa Cruz, que havia sido a segunda escola daquela noite. No entanto, as alas com suas fantasias leves e coloridas e o samba empolgante contagiaram o público. Ao fim do desfile, a Caprichosos era considerada uma das favoritas ao título. 
Na Passarela, a escola apresentou uma crítica à evolução dos costumes, criticando as eleições indiretas para presidente da República (a emenda das Diretas Já havia sido derrotada no ano anterior) e a decadência do futebol brasileiro, entre outros temas.
Apesar do quinto lugar na apuração, a Caprichosos foi aclamada como "campeã do povo". Recebeu também os Estandartes de Ouro de melhor escola e de revelação (para a porta-bandeira Patrícia).

## Samba-enredo
O samba-enredo E por Falar em Saudade... foi composto por Almir Araújo, Marquinhos Lessa, Hércules Corrêa, Balinha e Carlinhos de Pilares, este último também o intérprete. A letra falava da saudade de coisas que haviam desaparecido da vida das pessoas, como "o bonde, o amolador de facas, o leite sem água, a gasolina barata".

## Ficha técnica
- Resultado: 5ª colocada no Grupo 1A (hoje, Grupo Especial)
- Autores do enredo: Luiz Fernando Reis e Flávio Tavares
- Carnavalescos: Luiz Fernando Reis e Flávio Tavares
- Presidente: Antônio Mair Villa-Forte
- Casal de Mestre-Sala e Porta-Bandeira: Patrícia e Tiãozinho
- Comissão de Frente: Maurício Gomes
- Bateria: Ricardo[8]

## Reedição
O enredo foi repetido pela própria Caprichosos em 2010, numa tentativa de voltar ao Grupo Especial, mas a escola terminou em sétimo lugar no Grupo A.